# Burduf

Un burduf clasic confecționat din piele

Burduful sau suflanta de foc este o unealtă folosită pentru alimentarea și menținerea focului într-un șemineu, într-o sobă sau în metalurgie.
Burduful este compus din două plăci cu mâner unite între ele cu bucată de piele, la capătul cărora se montează un capăt de fier sau alt material ignifug. Una dintre plăci este echipată cu o supapă care permite intrarea aerului la depărtarea plăcilor și redirecționează aerul spre vărful burdufului la apropierea acestora.

### Istorie
Primele instrumente asemănătoare suflantei de foc au apărut în timpul Evului Mediu, sub forma unei mici țevi de fier, prin care se poate sufla aer în foc.
În secolul al XIV-lea, șemineele au devenit un simbol al burgheziei, pentru care s-au realizat burdufuri din materiale prețioase, cum ar fi argintul sau aurul.